# 마틴 베스윅
마틴 베즈윅(Martine Beswick, 1941년 9월 26일 ~ )은 자메이카 출신의 영국 배우, 모델이다.

## 출연 작품
- 하우스 오브 더 고르곤 (2018)
- 허수아비 (1995)
- 카리브해의 정사 (1993, Wide Sargasso Sea)
- 트랜서 2 (1991)
- 악령 (1990)
- 사이클론 (1987)
- 미궁 속의 사랑 (1986)
- 해피 후커 3 - 헐리우드 가다 (1980)
- 데블 독: 지옥의 사냥개 (1978)
- 식인어파라나 (1978)
- 크라임 클럽 (1975)
- 지옥의 여왕 (1974)
- 닥터 지킬 앤 시스터 하이드 (1971)
- 롱스트리트 (1971)
- 비밀지령 (1968)
- 펜트하우스 (1967)
- 장군에게 총알을 (1966)
- 공룡 100만년 (1966)
- 007 선더볼 작전 (1965)
- 007 위기일발 (1963)

### 텔레비전
- 6백만 달러의 사나이 (1976)
- 꿈꾸는 낙원 (1984)
- 우리 생애 나날들 (1984)
- 특수공작원 아이언맨 (1985)